# کالین گیبسون (بازیکن فوتبال، زاده۱۹۶۰)
کالین گیبسون (انگلیسی: Colin Gibson؛ زادهٔ ۶ آوریل ۱۹۶۰) بازیکن فوتبال اهل بریتانیا است.
از باشگاه‌هایی که در آن بازی کرده‌است می‌توان به باشگاه فوتبال والسال، باشگاه فوتبال استون ویلا، باشگاه فوتبال بلکپول، باشگاه فوتبال منچستر یونایتد، باشگاه فوتبال پورت ویل، و باشگاه فوتبال لستر سیتی اشاره کرد.
وی همچنین در تیم‌های ملی فوتبال زیر ۲۱ سال انگلستان و England B national football team بازی کرده‌است.